# Aerosol de pimienta

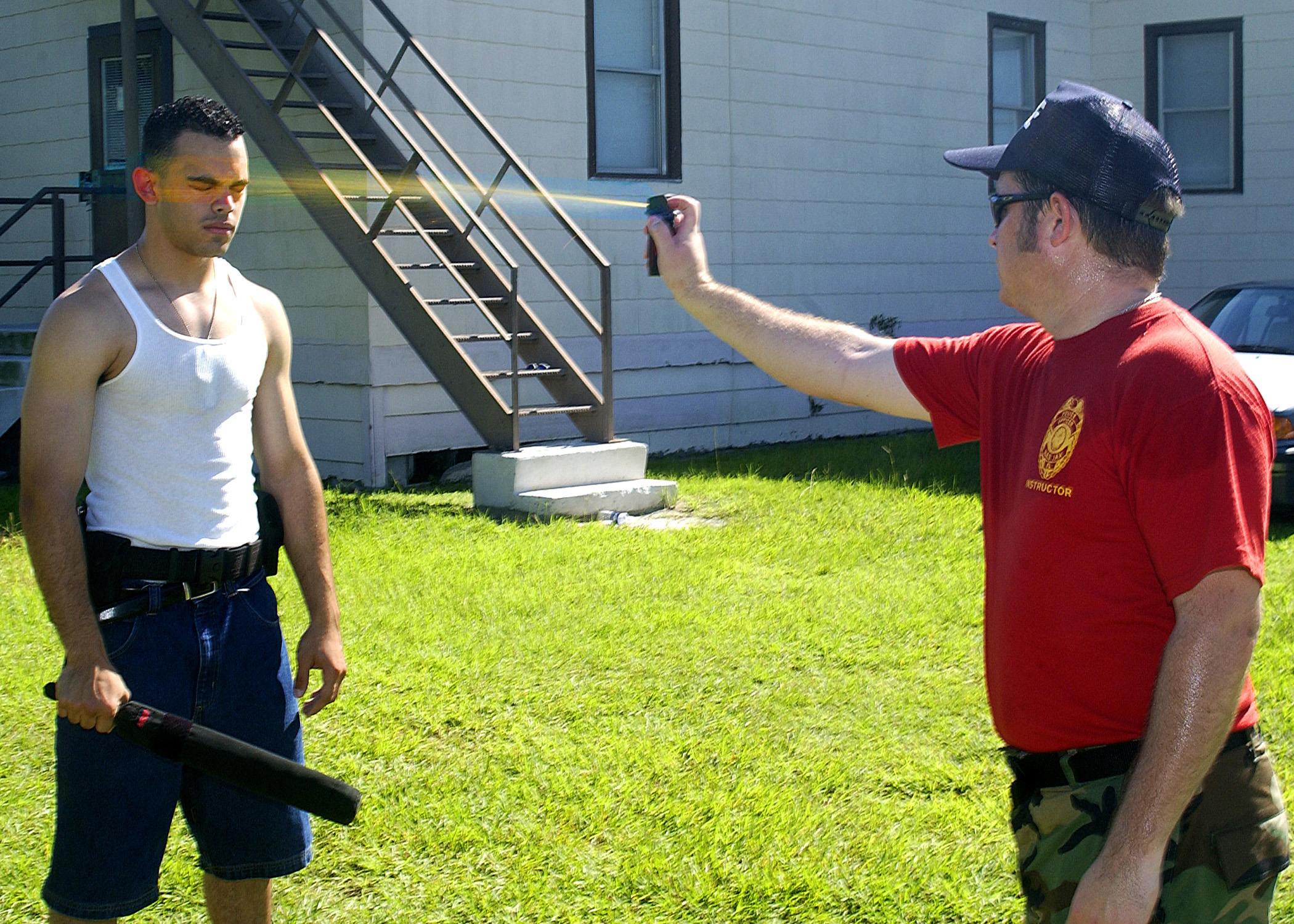
Una demostración de cómo se utiliza el aerosol de pimienta.

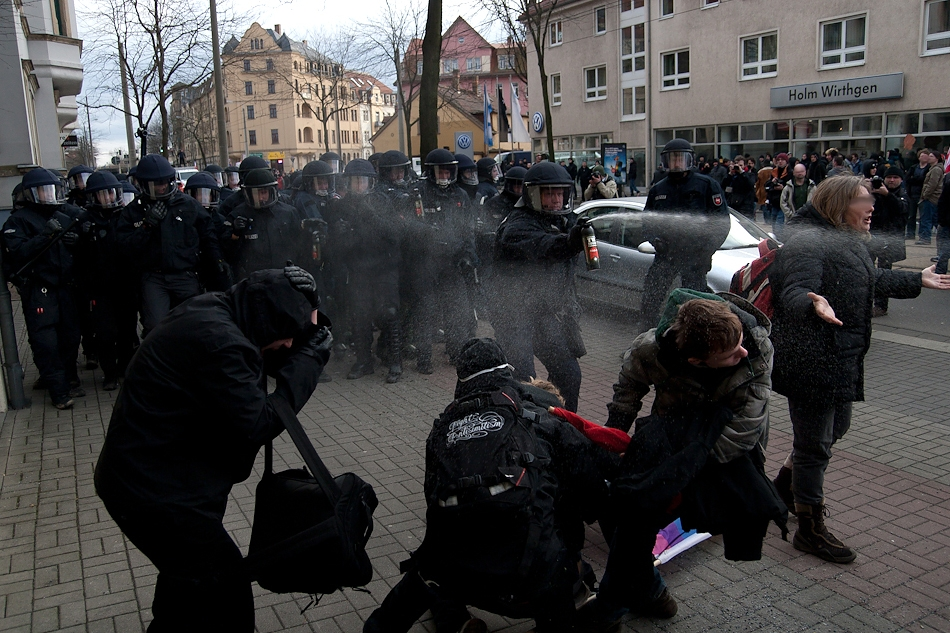
Agentes antidisturbios de la Policía Federal alemana rociando con gas pimienta a un grupo de manifestantes.

El aerosol de pimienta o gas pimienta es un compuesto químico que irrita los ojos hasta el punto de causar lágrimas, dolor e incluso ceguera temporal. Se utiliza para dispersar disturbios o como defensa personal. En casos excepcionales puede provocar la muerte del afectado.
Su ingrediente activo es la capsaicina, un compuesto extraído del fruto de las plantas del género Capsicum.
En los aerosoles de defensa, dicho ingrediente activo es diluido en un solvente generalmente al 10 por ciento de capsaicina y 90 de solvente (agua o tricloretano)
El método HPLC (High Performance Liquid Cromatography) se usa para medir la cantidad de capsaicina de los diferentes espráis de pimienta. La Escala Scoville (SHU) es la utilizada para medir la picantez de los espráis de pimienta.
La vanililamida del ácido pelargónico (nonivamida o pseudocapsaicina), un análogo sintético de la capsaicina, se utiliza en una versión del espray de pimienta conocido como espray PAVA, que se utiliza en Inglaterra. Otro compuesto químico sintético es la morfolida del ácido pelargónico (4-nonanoilmorfolina). Fue desarrollado y usado ampliamente en Rusia. Su efectividad comparada con el espray de pimienta natural se desconoce, y ha causado algunas lastimaduras.
Los aerosoles de pimienta suelen comercializarse en botes lo suficientemente pequeños para transportarse o disimularse en un bolsillo o un bolso. También existe un proyectil de aerosol de pimienta, que puede dispararse desde una pistola de paintball.

## Efectos
El aerosol de pimienta es un agente inflamatorio opuesto a un irritante como el mace. Causa el cierre inmediato de los ojos, dificultad de respiración, picor de nariz y tos. La duración de sus efectos depende de la fuerza del aerosol, pero el efecto completo medio dura alrededor de 30 a 45 minutos, con efectos disminuidos que duran horas.
La Revista de Oftalmología Investigativa y Ciencias Visuales publicó un estudio que concluía que la simple exposición del ojo al OC es inocua, pero la exposición repetida puede provocar cambios a largo plazo en la sensibilidad de la córnea. El equipo de investigación no encontró un decremento duradero en la agudeza visual.
La Comisión de Opciones Tecnológicas y Científicas del Parlamento Europeo (STOA) publicó en 1998 "Una evaluación de las tecnologías de control político", una extensa información del aerosol de pimienta y el gas lacrimógeno. Escribieron:
"Los efectos del aerosol de pimienta son bastante más severos, incluyendo ceguera temporal con duraciones de 15-30 minutos, una sensación ardiente de la piel que dura de 45 a 60 minutos, espasmos de la parte superior del cuerpo que fuerzan a la persona a doblarse hacia delante y provoca una tos incontrolable dificultando la respiración y el habla de 3 a 15 minutos."
Para las personas que tienen asma, que están tomando medicamentos o son objeto de técnicas restrictivas que restringen la cantidad de aire al respirar, hay riesgos de muerte. El Los Angeles Times informó que al menos hay 61 muertes asociadas con el uso policial del aerosol de pimienta desde 1990 en Estados Unidos.
El Ejército de los Estados Unidos concluyó en un estudio del Aberdeen Proving Ground de 1993 que el aerosol de pimienta podía producir "Efectos mutagénicos, carcinogénicos, de sensibilidad, cardiovasculares y toxicidad pulmonar, neurotoxicidad, así como otras posibles fatalidades humanas. Hay un riesgo al utilizar este producto en una gran variedad de personas. Sin embargo, el espray de pimienta fue aprobado a pesar de las reservas de los científicos militares de Estados Unidos después de haber aprobado las pruebas de la FBI. 

## Experiencia subjetiva
En una prueba de entrenamiento del Ejército de Estados Unidos, los individuos fueron rociados con un 18 % OC. El patrón de rociado del espray fue una pasada horizontal a lo largo de la línea de los ojos con los ojos cerrados. El contacto inicial no causa disconformidad, pero cuando se abren los ojos, sintieron una sensación ardiente inmediatamente. El espray hace que sea prácticamente imposible abrir los ojos y tener una visión útil. Este es el principal efecto cuando se es rociado por primera vez. No hay incapacidad y la realización de tareas físicas sigue siendo posible, pero después de aproximadamente entre 15 segundos y un minuto un quemazón severa ocurre donde el espray haya estado en contacto con la cara. La sensación es reminiscente de los efectos posteriores de una quemadura de agua hirviendo. El dolor ocular comparable sería como poner solución limpiadora de lentes de contacto en el propio ojo, pero mucho más persistente y distrayente. El dolor persiste durante algún tiempo, unos 45 minutos de quemazón intensa. El único alivio fue presionar la cara contra respiraderos de aire acondicionado. El lavado no es posible ya que el OC basado en aceites no es soluble en agua.

## Desactivación y primeros auxilios

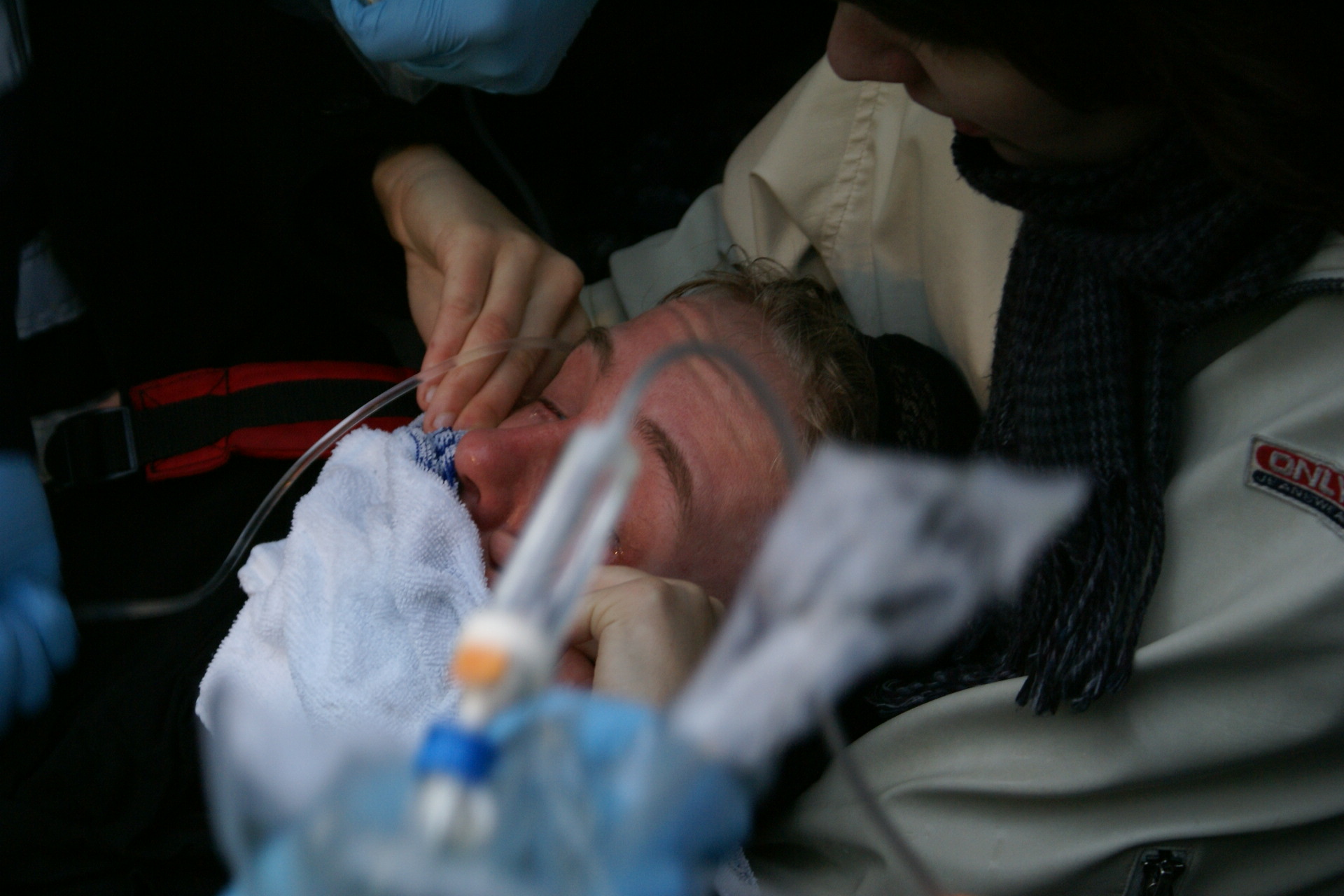
Una persona siendo atendida tras haber sido rociada con un aerosol de pimienta.

Aunque no hay ninguna manera de neutralizar completamente el aerosol de pimienta, su efecto puede ser minimizado o parado. La capsaicina no es soluble en agua e incluso grandes cantidades de agua tienen poco o ningún efecto. Es, sin embargo, soluble en grasas y aceites de tal manera que se pueden utilizar leche o detergentes para disminuir sus efectos y lavarlo. Los paramédicos norteamericanos utilizan una solución de gotas no tóxica de proporción 1:1 agua e hidróxido de aluminio que ayuda a neutralizar el aerosol de pimienta y aliviar los síntomas.
Las víctimas deberían ser animadas a parpadear vigorosamente para soltar lágrimas, que ayudará a eliminar las sustancias irritantes de los ojos. Algunos de los aceites pueden ser lavados de la cara utilizando desengrasante, no jabón aceitoso como el detergente de suciedad media y un ventilador podría proporcionar algún alivio.
Algunos aerosoles de pimienta de "triple acción" también contienen "gas lacrimógeno" (gas CS), que puede neutralizarse con metabisulfito de sodio (tabletas Campden, utilizadas en la elaboración de cerveza casera), aunque también es liposoluble y puede ser lavado hasta cierto punto con leche y algunos contienen un tinte cubrimiento de rayos UVA.

## Legalidad
El aerosol de pimienta está prohibido internacionalmente para su utilización en la guerra, desde la Convención sobre Armas Químicas de 1993, pero no para la utilización en la seguridad interna.
En Alemania, la posesión privada del aerosol de pimienta puede dividirse en dos categorías diferentes. Los aerosoles que lleven la marca de prueba del Materialprüfungsanstalt pueden llevarse únicamente para el propósito de defensa contra animales. Tales espráis no son considerados legalmente como armas. Los espráis que no tengan esta marca de test son clasificados como armas prohibidas. No obstante, está estrictamente prohibido llevar espray de pimienta en manifestaciones —lleve o no lleve la marca en el envase de prohibido.
En Argentina, Según la Agencia Nacional de Materiales Controlados (ANMAC), anteriormente Registro Nacional de Armas (RENAR), a través de una disposición del 27 de julio de 2000 declara a "los agresivos orgánicos contenidos en aerosoles o rociadores con capacidad inferior a los 500 cm3, excluidos de la Ley Nacional de Armas y Explosivos N 20429, y su reglamentación". El gas lacrimógeno en aerosol, o el gas pimienta con gas lacrimógeno en aerosol para uso civil es discutido.
En Honduras, El uso es permitido a los policías para detener manifestaciones, durante los años 2009 a 2011 durante el Golpe de Estado al expresidente Manuel Zelaya Rosales el uso de estos productos se utilizó con frecuencia desde entonces se utiliza para desalojar las personas, En la más reciente manisfetaciones de estudiantes, marchas con antorchas se han dado casos en 2015 de gravedad que es necesario trasladar a emergencias a las personas afectadas, por estás y otras acciones su uso es cuestionado, pero el gobierno hondureño se ve indispuesto a cambiar estás medidas.
En Australia Occidental, es legal que una persona lleve un aerosol de pimienta para defensa propia, si esa persona tiene, con bases racionales, una sospecha o creencia de que necesitará el aerosol de pimienta para defenderse a sí misma. Sin embargo, la persona encontrada llevando el espray tiene la carga de demostrar la "sospecha o creencia razonable" más que la acusación. En el resto de estados y territorios de Australia, el espray de pimienta es considerado ilegal.
En Bélgica y Países Bajos, está clasificado como un arma prohibida y es ilegal para cualquier persona aparte de los oficiales de policía llevar el espray.
En Canadá, está clasificado como un arma restringida, solo los Oficiales de Paz (Policía, Oficiales de Conservación, CBSA, Oficiales de la Ley, Oficiales de Control Animal, Policías Especiales, etc.) pueden llevar legalmente el espray de pimienta para su utilización en humanos. Varios espráis de pimienta para perros y osos son legales. Sin embargo, la utilización de estos contra humanos será punible.
En Dinamarca, la posesión del aerosol de pimienta es ilegal para ciudadanos privados, pero se está llevando a cabo un periodo de prueba, en el que los oficiales de policía en muchas áreas metropolitanas llevan aerosoles de pimienta como parte de su equipamiento habitual. Este periodo de prueba se ha iniciado después de los disparos (y a menudo muertes) de varios enfermos mentales que se habían comportado violentamente o de una forma amenazante, dejando a la policía utilizar la fuerza de manera defensiva con un arma no letal.
En España el espray de pimienta aprobado, hecho de un 5 % de CS está disponible para cualquier persona mayor de 18 años. Recientemente se ha aprobado el uso civil de algunos espráis de pimienta OC (por ejemplo uno de 22 mililitros, con n.º de registro DGSP-07-22-SDP, aprobado por el Ministerio de Sanidad y Consumo).
En Finlandia, está clasificado como si fuera un arma de fuego y su posesión requiere una licencia. Las licencias son emitidas para propósitos defensivos y para trabajos individuales donde tal mecanismo es necesario para el sector de la seguridad privada. Organizaciones gubernamentales como las fuerzas de defensa y la policía están exentas. Las concentraciones también están limitadas al 5% de ingrediente activo en espráis OC y 2 %/2 % en combinaciones de espráis como el CN/OC.
En Hong Kong, el aerosol de pimienta está clasificado como "arma" por la ley (HK Laws. Chap 238 FIREARMS AND AMMUNITION ORDINANCE). La posesión sin una licencia válida de la Policía de Hong Kong, es un crimen y puede ser penada con una multa de 100.000 dólares y prisión de hasta 14 años.
En Israel, los botes de espray OC y CS pueden ser comprados por cualquier persona sin restricción y portados en público. Hasta los años 80 se requería licencia de armas para su utilización, pero desde entonces han sido desregulados.
En Italia, el OC se considera un arma de defensa propia y es legal su posesión cuando el principio activo es menor de un 10 %. El aerosol hecho con CS es ilegal.
En Letonia, el aerosol de pimienta está clasificado como un arma de defensa propia y es accesible para cualquier persona mayor de 16 años. Cualquier persona mayor de 18 años puede comprar pistolas de gas cargadas con balas de gas de pimienta o lacrimógeno para defensa propia.
En Noruega, el aerosol de pimienta real solo es utilizado por la policía. El espray defensivo disponible al público, a menudo llamado aerosol de pimienta, realmente está basado en alcohol isopropílico.
En Polonia, el aerosol de pimienta sigue sin estar clasificado como arma, por lo que está disponible para cualquier persona mayor de 18 años.
En Rusia, el aerosol de pimienta es un arma de defensa propia completamente legal y puede comprarse sin licencia por cualquier persona mayor de 18 años (se requiere el pasaporte Interno para la compra). Su efecto en animales se advierte como una característica añadida, comparado con espráis basados en gases lacrimógenos. La utilización en manifestaciones está prohibida por la ley.
En México, no existe ninguna ley que regule el uso o el porte de productos basados en gas pimienta para la autodefensa. Sin embargo un agente de policía podrá requisar el producto tras un registro, si considera que puede ser usado como arma ofensiva.
En Sudáfrica, no es un producto licenciado y está disponible libremente como un producto de seguridad. Generalmente es llevado y utilizado por los oficiales de seguridad privada y los oficiales de reacción armada, así como policías y personas en general. Un proyectil de aerosol de pimienta también está disponible sin licencia. Cualquier persona que utilice el aerosol de pimienta en tareas no defensivas puede ser penado por una infracción de armas de fuego.
En Suecia está clasificado como un arma ofensiva y su posesión requiere licencia - Sin embargo, hasta 2006, no se ha emitido ninguna licencia.
En Colombia No se considera arma de fuego pero tiene sanción de multa y la incautación.
En el Reino Unido, "Cualquier arma de cualquier descripción diseñada o adaptada para la descarga de cualquier líquido nocivo, gas u otra cosa" está clasificada como arma de fuego sección 5 (Acta de Armas de Fuego 1968). La misma acta cubre otras armas prohibidas como armas de fuego automáticas y lanzamisiles, todos los cuales pueden ser poseídos únicamente con permiso de la Home Secretary. Aunque es legal para oficiales de policía, han surgido debates recientes sobre si tales armas deberían ser legales para civiles como medio de propósitos defensivos. Hasta el momento varias alternativas legales al espray que tienen el efecto de cegar temporalmente al atacante pero no contienen substancias nocivas y no contravienen esta acta, son vendidas en el Reino Unido.
En Panamá es considerado como un arma de defensa propia, pero para portarlo se debe tener un permiso de la autoridad competente, de no portar un permiso otorgadado por la Policía Nacional de Panamá a través de la Dirección de Investigación Judicial es calificado como porte ilegal de arma.
En Argentina es considerado como un arma de defensa personal, Comúnmente utilizada para repeler acciones de violencia en las calles.
Lo suelen utilizar con frecuencia las fuerzas policiales especialmente para controlar manifestaciones donde se agrupan gran cantidad de personas, como también en los ingresos a los estadios de fútbol.
Las leyes sobre los aerosoles de pimienta en Estados Unidos difieren entre estados.
- En Washington D. C., la posesión del espray de pimienta tiene que registrarse en la Policía Metropolitana de DC.
- En Massachusetts, el aerosol de pimienta solo puede venderse a los poseedores de la licencia de armas de fuego.
- En Wisconsin, el aerosol de pimienta está limitado a contenedores de 15-60 gramos de 10 % de ingrediente activo sin tintes o CN/CS.
- En Míchigan, el aerosol de pimienta es legal si tiene menos de un 2 % de ingrediente activo; esto disminuye la gravedad de los efectos pero no el SHU. Los espráis conteniendo una mezcla de CN/CS también están prohibidos.
- En muchos (pero no en todos) otros estados, el espray de pimienta se puede comprar en varias tiendas y llevado legalmente por cualquier persona mayor de 18 años.